# 両税廃止運動
両税廃止運動（りょうぜいはいしうんどう）とは、1890年代に行われた綿花輸入税・綿糸輸出税の廃止運動のこと。
1890年に日本の綿糸生産量は輸入量のそれを上回るようになったが、国内の綿花栽培農家を保護するための綿花輸入税や綿織物生産業者を保護するための綿糸輸出税の存在が日本の紡績業の国際競争における足かせとなっていた。
そのため、大日本綿糸紡績同業連合会は1888年以後両税の廃止を働きかけ、1891年以後に商業会議所などを巻き込んで本格的な運動を開始した。これに対して大日本農会は国内農家保護の観点から反対運動を起こし、帝国議会でも議論が行われた。だが、郵便報知新聞・日本・東京経済雑誌などの主要なマスコミが両税廃止運動を支持したこともあり、日清戦争後の1896年に開かれた第9議会で廃止関連法案が成立した。
これによって日本の綿花栽培は大打撃を受ける一方で翌年には原料の値下がりに支えられて日本の綿糸輸出量が輸入量を上回り、日本の産業革命達成に大きな影響を与えることとなった。